# Émile Lebens
Émile Lebens, né le 22 mars 1834 à Gronsveld et mort le 25 juin 1883 à Liège, est un ingénieur et architecte belge. Il est aussi professeur d'architecture de 1876 à 1883 à l'Académie royale des beaux-arts de Liège.

## Biographie
Né le 22 mars 1834 à Gronsveld, François Emile Lebens est le fils de Jean François Théodore Lebens et Marie Berchmans,. Tout au long de sa carrière d'architecte, il se centre sur les « travaux concernant la transformation des villes, leur agrandissement, leur embellissement et leur assainissement ».
En 1867, il est nommé ingénieur directeur des travaux de la ville de Verviers,,, attachant « son nom à l'agrandissement de la ville [...] ; travail d'un grand mérite et qui a
fait de cette dernière une des plus jolies de la Belgique ». Et pourtant, il abandonne ce poste en 1873, démission qui est « motivée, en termes dignes mais énergiques, sur l'hostilité que tous ses projets ont rencontrée chez plusieurs membres du Conseil communal de la ville de Verviers ». De 1870 à 1876, il est ingénieur adjoint des travaux de la ville de Liège,. Plusieurs de ses idées sont utilisées lors des travaux réalisés à l'agrandissement de la ville d'Anvers et à l'assainissement de la Senne. 
Il est aussi professeur d'architecture de 1876 à 1883 à l'Académie royale des beaux-arts de Liège,, et il travaille, en parallèle, aux transformations des quartiers des Vennes et du Thier-à-Liège. En octobre 1876, il lance un atelier d'architecture, rapidement opérationnel et pensé comme un « complément des cours de l'Académie ; les élèves ont ainsi une occasion d'approfondir l'art de l'architecture, et d'acquérir les connaissances nécessaires et si multiples à qui veut devenir bon architecte ». 
Il décède le 25 juin 1883 à Liège. Après presque deux ans d'intérim, Émile Remouchamps et Charles Étienne Soubre lui succèdent officiellement en tant que professeurs de composition architecturale à l'Académie, respectivement dans l'enseignement moyen,, et l'enseignement supérieur.

## Travaux (sélection)
- 1864 : projet d'agrandissement de la ville d'Anvers[15].
- 1868 : projet d'agrandissement et d'assainissement de la ville de Verviers[16].
- 1871 : plans pour un nouvel hôpital à construire sur les terrains dits des Capucins (premier prix aux concours public d'architecture)[3].
- 1875 : plans d'école de filles et des logements pour institutrices à Herve[17].
- 1878 : plans pour une nouvelle école de natation à Liège[18] ; brochure intitulée Étude sur les hôpitaux et particulièrement sur la construction d'un nouvel hôpital à Liége[19].
- 1881 : plans concentrant divers facultés de l'université de Liège[20],[21].